# Fairly Local
Fairly Local è un singolo del duo musicale Twenty One Pilots, pubblicato il 17 marzo 2015 come primo estratto dal quarto album in studio Blurryface.

## Video musicale
Il video musicale, diretto Mark C. Eshleman della Reel Bear Media, è stato pubblicato lo stesso giorno dell'uscita del singolo e mostra il duo esibirsi in un edificio, caratterizzato dalla presenza di neve.

## Tracce
Testi e musiche di Tyler Joseph.
Download digitale
1. Fairly Local – 3:27

CD promozionale
1. Fairly Local (Standard Version) – 3:27
2. Fairly Local (Instrumental) – 3:27
3. Fairly Local (TV Track) – 3:26
4. Fairly Local (Acapella) – 3:27

## Formazione
Twenty One Pilots
- Tyler Joseph – voce, programmazione
- Josh Dun – batteria acustica ed elettronica

Altri musicisti
- Ricky Reed – programmazione, basso

Produzione
- Tyler Joseph – produzione esecutiva, coproduzione
- Chris Woltman – produzione esecutiva
- Ricky Reed – produzione esecutiva, produzione
- Neal Avron – missaggio
- Scott Skrzynski – assistenza al missaggio
- Chris Gehringer – mastering
- Drew Kapner – ingegneria del suono
- Michael Peterson – assistenza tecnica
- Alex Gruszecki – assistenza tecnica

## Classifiche
| Classifica (2015)  | Posizione massima |
| ------------------ | ----------------- |
| Stati Uniti        | 84                |
| Stati Uniti (rock) | 8                 |

### Classifiche di fine anno
| Classifica (2015)  | Posizione |
| ------------------ | --------- |
| Stati Uniti (rock) | 49        |